# Francisco Filho
Francisco "Chiquinho" Filho (Souto Soares, Brasil, 10 de enero de 1971) es un peleador profesional de Karate Kyokushin y Kickboxing. Fue campeón mundial de Karate Kyokushin el año 1999, y contó con grandes triunfos en K-1. Además, ha creado un estilo de Kickboxing denominado Ichigeki/ senshi Kickboxing, de gran aceptación en varios países.
Actualmente 7 Dan de kyokushin Karate

## Historia
Karateca de buen físico, muy potente y con apreciable técnica, Francisco Filho comenzó a practicar Kyokushin a la edad de 11 años, incentivado por uno de sus hermanos. A los 18 logró su primer título internacional, consagrándose campeón sudamericano. En 1999, compite en su tercer mundial (luego de quedar tercero cuatro años antes), resultando campeón y convirtiéndose así en el primer luchador no japonés en ganar la dura competición.
Filho hizo su debut profesional en el K-1 el 20 de julio de 1997, enfrentando al también practicante de karate kyokushin Andy Hug. Este fue su segundo encuentro. El primero fue en el 5.º mundial de karate kyokushin en 1991 que terminó en un polémico knockout de Filho con una técnica conectada luego del tiempo cumplido. La segunda pelea fue también ganada por Filho rápidamente, logrando captar un gran número de fanáticos en Japón, además de convertirse en uno de los favoritos para el título mundial de K-1.
Filho ha ostentado títulos mundiales tanto en K-1 como en el karate kyokushin IKO 1 (Kaikan). Actualmente, alejado de los tatamis y rings desde el 2004 continúa activo entrenando peleadores jóvenes y ayudando al equipo nacional de Brasil de kyokushin.
En el año 2012, apareció en el programa The Ultimate Fighter: Brazil, entrenando con Vitor Belfort.